# Svatý Mikuláš ze střechy
Svatý Mikuláš ze střechy (řecky Άγιος Νικόλαος της Στέγης, Agios Nikolaos tis Stegis) je kostel a bývalý byzantský klášter z 11. století v Kakopetrii na Kypru. Sv. Mikuláš je jediným dochovaným katholikonem (klášterním kostelem) na Kypru z 11. století, i když v dochovaných pramenech se zmiňuje až ve 13. století. Svatý Mikuláš prosperoval od střední byzantské éry až do začátku francké nadvlády kolem 12. století. Poté kostel zůstal otevřený, ale sloužil jako malý vesnický kostel a poutní místo. Kostel je jedním z deseti malovaných kostelů v pohoří Troodos, které byly v roce 1985 zapsány na seznam světového dědictví UNESCO pro jejich vynikající fresky a svědectví o historii byzantské vlády na Kypru.

## Historie

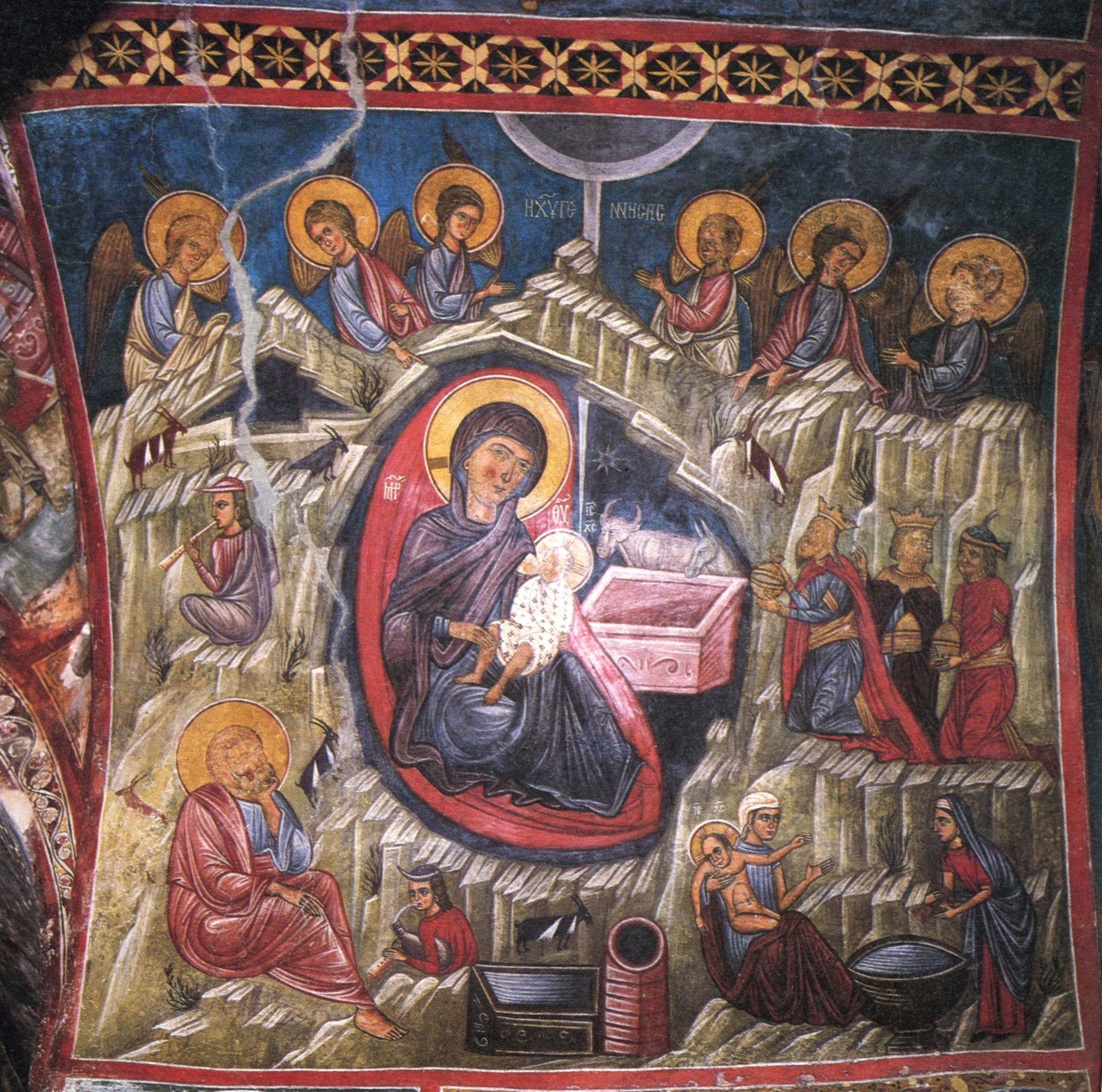
Narození Krista

Charles Anthony Stewart popisuje raně křesťanské kostely ve svém článku The First Vaulted Churches in Cyprus (První klenuté kostely na Kypru): „Všech šedesát pět známých raně křesťanských kostelů, pocházejících z konce čtvrtého do poloviny sedmého století, vykazuje stejné rysy: mají nejméně tři lodě rozdělené sloupy nesoucími dřevěné střechy. V tomto období tu nejsou žádné centrálně rozvržené, kupolovité nebo klenuté budovy. Konzervativní charakter kyperské církevní architektury lze vysvětlit ostrovním charakterem místní církve... Kyperská církev si mohla udržovat své vlastní vnitřní jmenovací procedury a zvyklosti. Kvůli jejímu nezávislému a mocnému hierarchickému systému neovlivnily hereze jako arianismus a monofyzitismus Kypr tak, jako jiné byzantské provincie.“ Annemarie Weylová Carrová píše ve své práci Byzantines and Italians on Cyprus: Images from Art: „Západní přítomnost na středověkém Kypru se dnes prezentuje a byla studována převážně z hlediska opulentní gotické architektury ostrova, která se tyčí uprostřed minaretů a palem ve středomořském slunci. Tyto stavby, které jsou úžasně romantické, vyvolávají obraz francouzské dvorské kultury přenesené na Blízký východ.“

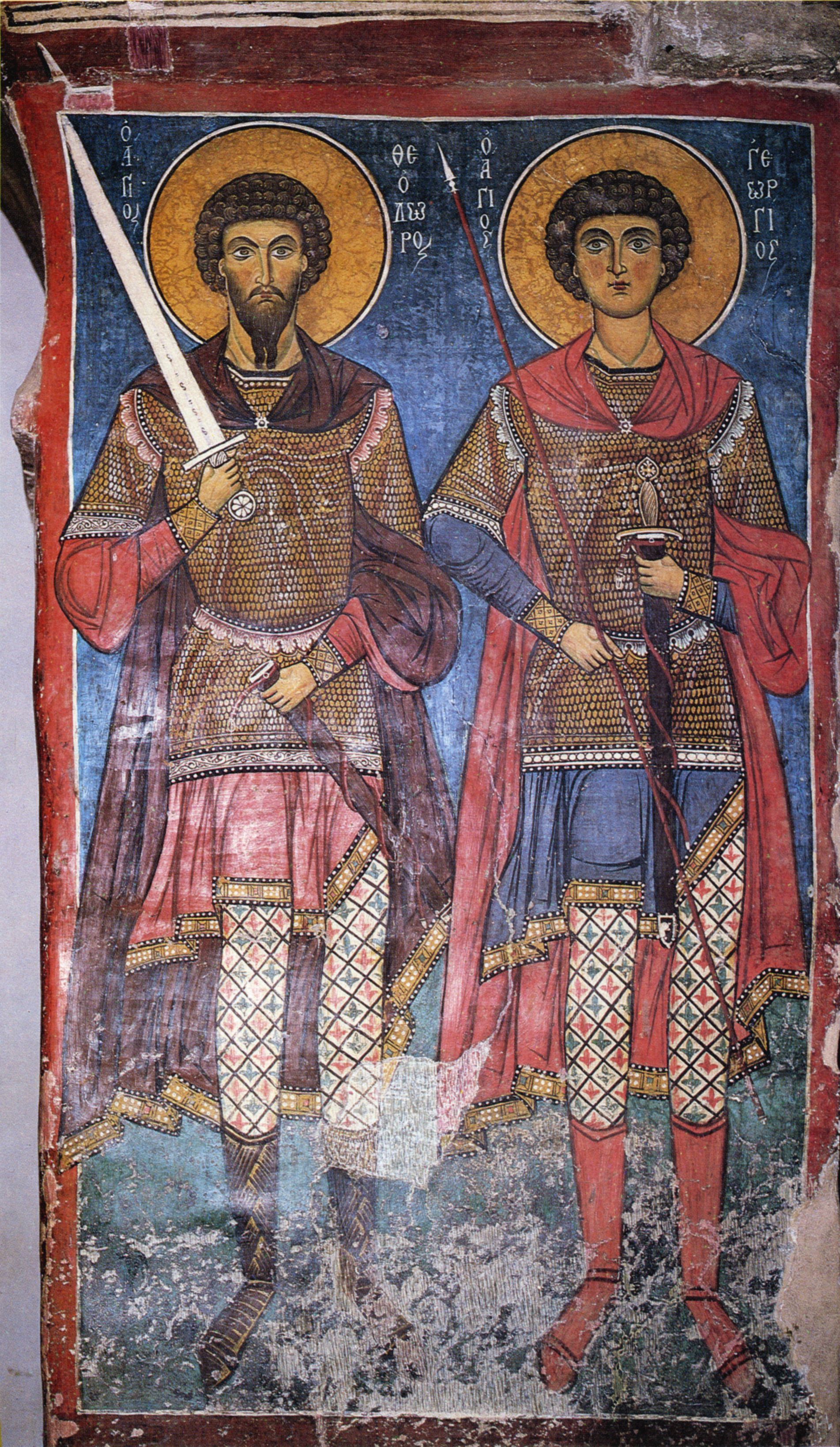
Jiří a Theodor

Půdorys kostela sv. Mikuláše ze střechy je čtvercový a svůj název získal podle dřevěné střechy s plochými taškami. Původně neměl nartex ani dřevěnou střecha, která kryje loď i předsíň. Počátkem 12. století byl přistavěn nartex krytý kupolí a dva příčné oblouky. Doplnění střechy se strmým sklonem dalo kostelu přezdívku „ze střechy“ („tis Stegis“). A. H. S. Megaw přidání střechy komentuje: „Tato pozdější střecha skrývá naprosto normální kostel půdorysu s vepsaným byzantským křížem, doplněný kupolí... Tyto stupňovité střechy pak zřejmě představují původní „provinciální“, architektura této oblasti Kypru, která byla dočasně nahrazena cizími byzantskými kupolemi.“ V pozdější fázi byl původní vzhled kostela pozměněn, což vedlo ke zničení některých vnitřních maleb.

## Interiér

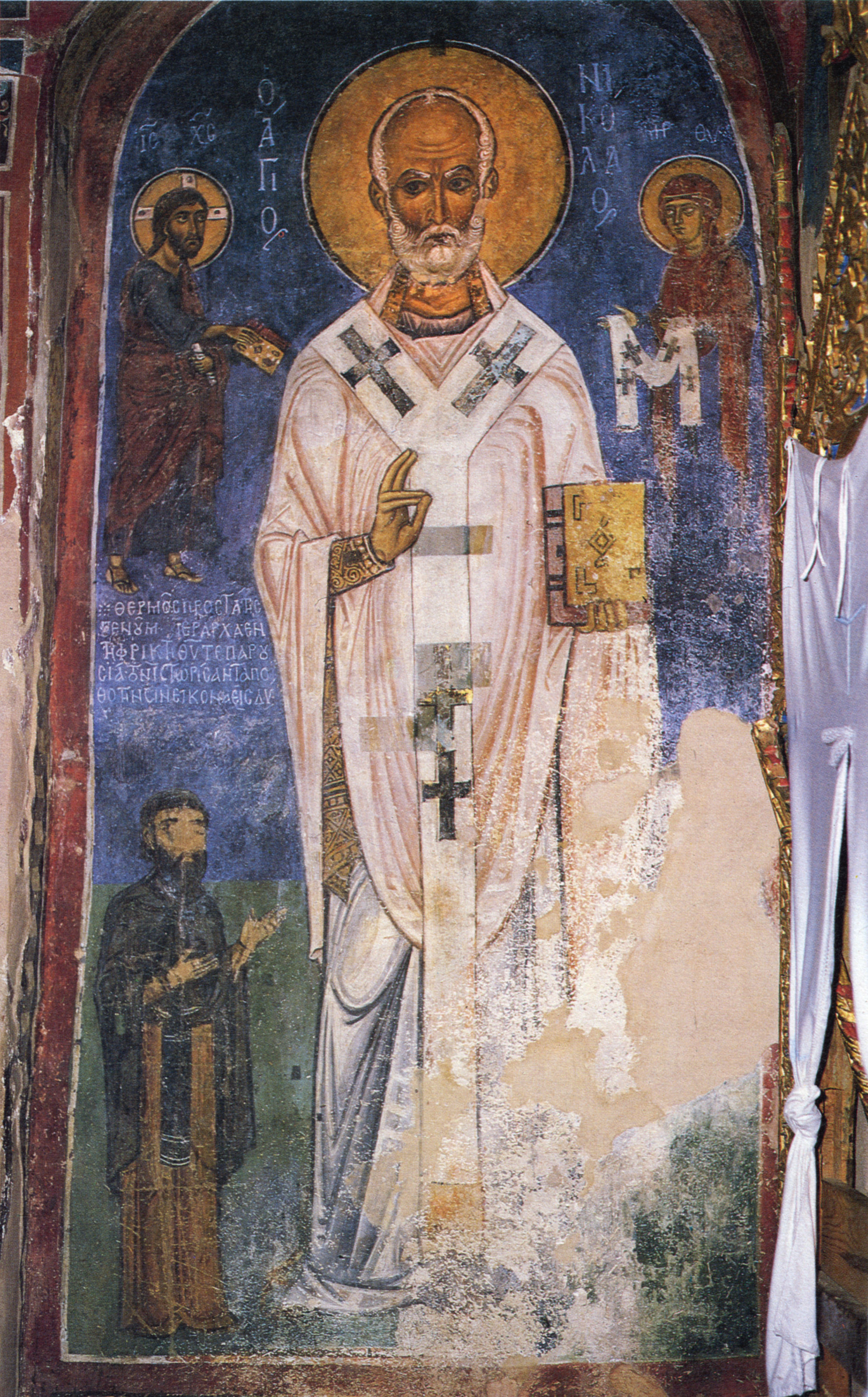
Sv. Mikuláš

Vnitřní stěny kostela zdobí řada fresek z období dlouhého více než 600 let. První fáze výzdoby začala v 11. století a přečkala pozdější nájezdy a celkové chátrání. A. H. S. Megaw říká: „To, co zbylo z jeho původní freskové výzdoby, není prvotřídní, stále je to odraz, i když poněkud vzdálený, ústřední tradice Konstantinopole. V obličejích, jako mají apoštolové ve skupinách či archanděl Gabriel, který byl nedávno odkryt v apsidě, vidíme hluboko posazené oči expresionistického výrazu, který tehdejší malíři fresek převzali od byzantských miniaturistů makedonské renesance.“ Nástěnné malby zobrazují výjevy z Ježíšova života, vzkříšení Lazara, Usnutí Panny Marie a některé izolované postavy.
Druhá fáze výzdoby se datuje 12. stoletím a patří k ní nástěnné malby v jihozápadní části kostela a předsíni. A. H. S. Megaw vysvětluje: „Velká část sv. Mikuláše ze střechy byla ve 12. století nově vyzdobena sofistikovanějšími malbami, mezi nimi obvyklá řada církevních Otců na stěně apsidy, kam v tomto případě patří charakteristické znázornění sv. Epifania. Ten přirozeně často figuruje mezi Otci v kyperských apsidách. Vidíme více komnéovského stylu, který je na Kypru vysvětlitelný pouze příchodem nových mistrů, kteří byli vzděláni mimo ostrov, někteří z nich možná v samotné Konstantinopoli.“ Většina nástěnné výzdoby kostela je datována do 14. století. Nástěnné malby Ukřižování a Vzkříšení byly namalovány koncem 13. století až začátkem 14. století. Obraz Krista Pantokratora zdobí kupoli spolu s proroky na tamburu kupole a evangelisty na čtyřech pendentivech. Tato tři díla jsou datována do poloviny 14. století. V lodi a nartexu se nachází skupina světců v životní velikosti datovaná do stejného období. Na severozápadním pilíři jsou dva velké obrazy sv. Theodora a sv. Jiří.